# Estação Moreno
A Estação Moreno é uma das estações do Metro de Buenos Aires, situada em Buenos Aires, entre a Estação Avenida de Mayo e a Estação Independencia. Faz parte da Linha C.
Foi inaugurada em 09 de novembro de 1934. Localiza-se no cruzamento da Rua Bernardo de Irigoyen com a Rua Moreno. Atende o bairro de Monserrat.